# Alison Mosshart
Alison Mosshart (* 23. listopadu 1978) je americká zpěvačka. Svou kariéru zahájila v roce 1995 ve skupině Discount, kde působila až do roku 2002. Od roku 2000 je členkou skupiny The Kills a v roce 2009 spoluzaložila skupinu The Dead Weather; v obou působí dodnes. Spolupracovala například i se skupinami Primal Scream, The Raconteurs a Placebo. V květnu 2017 vystoupila jako jeden z hostů při koncertu velšského hudebníka Johna Calea v Liverpoolu. S Calem spolupracovala již v roce 2013, kdy vystoupila při jeho newyorském koncertu na počest zpěvačky Nico (Life Along the Borderline).